# Ampelocissus amentacea
Ampelocissus amentacea là một loài thực vật hai lá mầm trong họ Nho. Loài này được Ridl. miêu tả khoa học đầu tiên năm 1931.